# BK Kyïv
Le BK Kyïv ((uk) Баскетбольний клуб Київ) est un ancien club ukrainien de basket-ball basé à Kyïv.

## Palmarès
- Champion d'Ukraine : 2000, 2005
- Coupe d'Ukraine : 2007
- Finaliste de la FIBA Eurocoupe : 2005

## Entraîneurs successifs
- 2002-2003 :  Igors Miglinieks
- 2003-2004 :  Viktor Berezhnoy
- 2004-2005 :  Alexander Lokhmanchuk
- 2003-2006 :  Renato Pasquali
- 2006-2008 :  Tomo Mahorič
- 2008-2009 :  Saša Obradović
- 2012-2013 :  Renato Pasquali
- 2013-2014 :  Vitali Cherni
- 2014-2015 :  Dejan Prokic

## Joueurs célèbres ou marquants
- Artur Drozdov
- Guilherme Giovannoni
- Dragan Lukovski
- Oleksiy Petcherov
- Jacob Jaacks
- Eugene Jeter
- Sean Colson
- Ratko Varda
- Rimas Kurtinaitis
- Afik Nissim